# Tessie Santiago
Tessie Santiago (sinh ngày 10 tháng 8 năm 1975 tại Miami, Florida, Mỹ) là một nữ diễn viên người Mỹ gốc Cuba hậu duệ của người Tây Ban Nha. Cô được biết đến với vai diễn Doña María Teresa (Tessa) Alvarado trong bộ phim truyền hình Mỹ năm 2001 mang tên Nữ hoàng kiếm (Queen of Swords). Đây cũng là vai diễn đầu tiên trong sự nghiệp của cô.

## Tiểu sử
Tessie Santiago có hai anh chị em trẻ tuổi, một anh trai và một người chị. Cô tốt nghiệp Trung học năm 1993. Tháng 5 năm 1999, Tessie Santiago tốt nghiệp Đại học Miami, và dành thời gian tập trung nghiên cứu về Shakespeare tại Luân Đôn, Anh và sau đó là tham gia công tác sản xuất phim với các khoa về phim và truyền hình của Học viện Nghệ thuật biểu diễn (FAMU) ở Praha, Cộng hòa Séc. Trong công việc cô luôn có những nỗ lực, sáng tạo và thể hiện năng khiếu của mình. Tại trường đại học, cô đóng vai chính trong phim Echo và sau đó tham gia diễn xuất trong nhiều bộ phim sinh viên.
Santiago tham gia bộ phim truyền hình đầu tay của mình vào năm 2000 trong bộ phim truyền hình hành động/phiêu lưu Nữ hoàng kiếm trong vai Tessa Alvarado và thành danh từ đây. Santiago được đề cử giải thưởng ALMA năm 2001 cho "nữ diễn viên chính xuất sắc trong một bộ phim truyền hình ". Cô được xếp hạng # 50 trong danh sách Hot 100 phụ nữ nóng bỏng của năm 2001 trên tạp chí Maxim.

## Các phim đã đóng
- Nữ hoàng kiếm (2000–2001) vai Tessa Alvarado/The Queen
- Good Morning, Miami (2002–2003) vai Lucia Rojas-Klein (11 tập)
- Curb Your Enthusiasm (2004) vai Chambermaid
- Kitchen Confidential (2005) vai Donna
- One on One (2006) vai Hannah
- One Hot Summer (2009) vai Anabel Aguilera
- The Way She Moves (2000) vai Christina Juarez
- The Way Back Home (2005) vai Sara Marshall
- Break-In (2006) vai Joannie
- The Cell 2 (2009) vai Maya Casteneda
- Angel Camouflaged (2010) vai Desdemona